# Sisífeo
El Sisífeo fue un edificio de Corinto, en la Antigua Grecia, cuyo nombre está relacionado con el mítico rey Sísifo. Estaba situado en el Acrocorinto, al pie de la fuente Pirene. Estrabón añade que en su tiempo se conservaban en él vestigios de un templo o palacio construido con mármol. Diodoro Sículo señala que el Sisífeo fue uno de los escenarios de un enfrentamiento militar que acaeció en 308 a. C. entre las tropas de Demetrio Poliorcetes y las de Prepelao, oficial al servicio de Casandro de Macedonia. Pausanias no lo cita, por lo que se supone que en su época ya había desaparecido, aunque se ha sugerido que perviven algunas columnas entre los restos de una construcción del periodo otomano. No se sabe mucho sobre él pero, al parecer, por la forma de la piedra que carga Sísifo, podría ser un tholos. Respecto al dios al que estaría dedicado, sería Zeus, Ares, Tánatos o el mismo Sísifo. Se sabe que está vinculado al castigo de Sísifo en el Inframundo. 